# La comtessa russa
La comtessa russa (títol originalThe White Countess) és una pel·lícula dramàtica estatunidenco-britànico-xinesa dirigida per James Ivory, estrenada l'any 2004. El film el protagonitzen Ralph Fiennes i Natasha Richardson. Ha estat doblada al català.

## Argument
El Xangai dels anys 1930 amb les seves tardes als clubs, rereguarda de la invasió imminent dels japonesos, és l'escenari de les relacions entre un diplomàtic anglès que s'ha quedat cec i una comtessa russa blanca que sobreviu entre petites feines i la prostitució per sostenir financerament els membres de la seva família política.

## Repartiment
- Ralph Fiennes: Todd Jackson

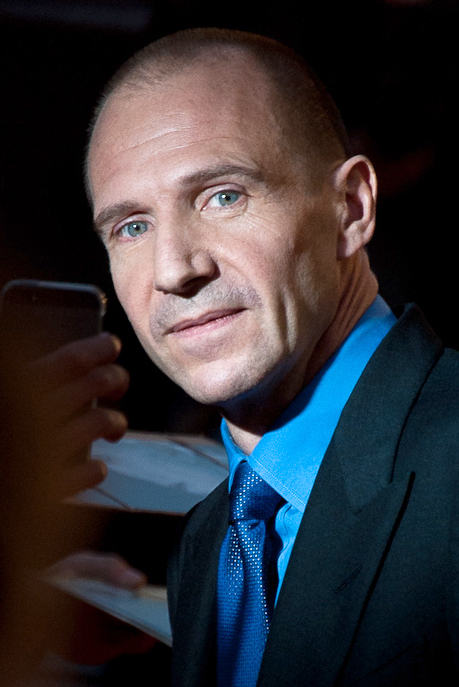
Ralph Fiennes, 2013

- Natasha Richardson: Sofia Belinsky
- Vanessa Redgrave: Sarah
- Lynn Redgrave: Olga
- John Wood: Oncle Peter
- Madeleine Potter: Greshenka
- Allan Corduner: Samuel
- Hiroyuki Sanada: Matsuda
- Madeleine Cooper: Katya Belinsky
- Lee Pace: Crane
- Kyle Rothstein: arlequí que balla
- Luoyong Wang: Liu
- Tanguy Lequesne: el campió de pòquer

## Rodatge
El film és rodat a la Xina, en un gegantí estudi a l'aire lliure no lluny de Shanghai durant la festa nacional xinesa.
L'escriptor britànic d'origen japonès Kazuo Ishiguro, ja autor de la novel·la que va inspirar Els Vestigis del dia, escriu aquí el seu segon guió per al cinema (després de The Saddest Music in the World de Guy Maddin) amb aquest drama que té lloc a la Xina dels anys 1930 i que també està rodat a la Xina.
Es tracta de l'últim film d'Ismail Merchant. Productor de la quasi totalitat dels films de James Ivory, Ismail Merchant mor, amb 69 anys, el 25 de maig de 2005 en la postproducció del film. A Nova York, l'any 1959, havia conegut James Ivory en la projecció del seu documental The Sword and the Flute. Van simpatitzar immediatament i la seva primera col·laboració serà quatre anys més tard amb The Householder (1963).

## Crítica
- "El Rick's de Shanghai. (...) Amb el seu habitual academicisme una miqueta fred, però amb un innegable gust estètic, Ivory compon la seva tragèdia amb placidesa, gairebé amb parsimònia."[4]